# Suicide Squad: Kill the Justice League
Suicide Squad: Kill the Justice League è un videogioco di avventura dinamica sviluppato da Rocksteady Studios, pubblicato da Warner Bros. Interactive Entertainment per PlayStation 5, Xbox Series X/S e Microsoft Windows. Ambientato nell'universo di Batman: Arkham (chiamato Arkhamverse), le vicende del gioco si svolgono circa 5 anni dopo gli eventi di Batman: Arkham Knight (2015).

## Trama

### Premessa
Suicide Squad: Kill the Justice League è ambientato nell'universo della serie di videogiochi Batman: Arkham Cinque anni dopo gli eventi di Batman: Arkham Knight, la direttrice dell'agenzia governativa A.R.G.U.S. Amanda Waller crea una task force nota come Task Force X / Suicide Squad, composta dai detenuti dell'Arkham Asylum Harleen Quinzel / Harley Quinn, Digger Harkness / Capitan Boomerang, Floyd Lawton / Deadshot e Nanaue / Re Squalo, per una missione sotto copertura a Metropolis. Solo quando arrivano in città capiscono la gravità della situazione: Brainiac ha invaso la Terra e ha cominciato a fare il lavaggio del cervello ai suoi abitanti, inclusi i membri della Justice League Clark Kent / Superman, Barry Allen / Flash, John Stewart / Lanterna Verde e Bruce Wayne / Batman. Waller incarica la Task Force X di liberare la Justice League e fermare Brainiac prima che si impossessi di Metropolis e si muova per conquistare il mondo.
Nel corso della storia, la Suicide Squad interagisce anche con altri personaggi, fra i quali Diana Prince / Wonder Woman, unico membro della Justice League a non essere finita sotto il controllo di Brainiac, Rick Flag, un agente operativo della A.R.G.U.S. che lavora per Waller, Lex Luthor, un miliardario megalomane e arci-nemesi di Superman, e Edward Nigma / Enigmista, un supercattivo che sfida la squadra sottoponendola a varie prove sparse per la città. Altri personaggi che supportano la squadra sono Oswald Cobblepot / Pinguino, un signore del crimine di Gotham City e trafficante di armi che fornisce alla squadra armi contro i metaumani, Mikron O'Jeneus / Gizmo, un esperto di veicoli che sviluppa vari mezzi di trasporto per la squadra, Hack, un tecnico che monitora le bombe nel collo dei membri della squadra e fornisce loro potenziamenti, Hiro Okamura / Giocattolaio, un genio della meccanica che idolizza la Justice League, e infine Ivy, una versione reincarnata della Pamela Isley / Poison Ivy morta durante gli eventi di Arkham Knight e priva di ricordi della sua vita passata. Quattro altri membri della squadra giocabili verranno introdotti in futuro, fra i quali Joker, una versione alternativa dell'arci-nemesi di Batman morta nel finale di Batman: Arkham City.

### Storia
I detenuti dell'Arkham Asylum Deadshot, Boomerang, Harley Quinn e Re Squalo vengono liberati dalla loro prigionia da Amanda Waller dell'agenzia governativa A.R.G.U.S. e sono obbligati a unirsi alla sua Task Force X, la "Squadra Suicida", con delle micro-bombe che vengono impiantate nelle loro teste. Waller invia poi la Suicide Squad nella città di Metropolis, attualmente sotto assedio da parte di Brainiac. Poco dopo essere entrati in città, vengono attaccati da Lanterna Verde, al quale è stato fatto il lavaggio da Brainiac e che è divenuto un suo servitore. Questi spiega che l'attacco di Brainiac a Metropolis è solo l'inizio del suo piano di conquista della Terra. Flash interviene per salvare la Suicide Squad, ma viene ferito gravemente e catturato da un Batman anch'egli posseduto. La squadra si ritira allora nel vecchio quartier generale della Justice League e incontra Wonder Woman, ultimo membro della Justice League rimasto non sotto il controllo di Brainiac. Questa si rifiuta di collaborare con la Waller, credendo di poter salvare i suoi amici, e parte da sola. Waller ordina invece alla Suicide Squad di uccidere la Justice League posseduta per porre fine alla minaccia.
Waller invia la squadra in giro per Metropolis a recuperare armi e tecnologie che potranno aiutarli contro la Justice League, reclutando inoltre altri criminali come Hack, Gizmo, il Pinguino, Poison Ivy e il Giocattolaio. Cercano poi di catturare Lex Luthor per scoprire che cosa sa di tutta la situazione, ma questi è ucciso da un ormai posseduto Flash, con la squadra che riesce a fuggire solo grazie al tempestivo intervento di Wonder Woman. Questa usa la sua frusta dorata su Flash per cercare un modo di fermare Brainiac, ma questi le risponde che l'unico modo per fermare la Justice League è ucciderne tutti i membri, per poi fuggire. Il Giocattolaio rifornisce la Suicide Squad con alcune tecnologie anti-Forza della velocità che era riuscito a recuperare da Luthor, che usano per uccidere Flash. Lanterna Verde sopraggiunge, obbligando la squadra a fuggire attraverso uno dei portali di Brainiac.
La Suicide Squad si ritrova allora su Terra-2, una Terra alternativa che è stata già distrutta da Brainiac. Lì incontrano anche una versione alternativa di Luthor, che rivela di aver collaborato con il Luthor di Terra-1 nel tentativo di prepararlo per l'invasione di Brainiac. Luthor-2 riesce a trasportare sé stesso e la Suicide Squad su Terra-1 e li avverte che Waller finirà per farli uccidere esattamente come quella del suo mondo natale ha fatto con le loro controparti. Ordina quindi alla squadra di entrare nel caveau segreto di Bruce Wayne, dove trovano Wonder Woman intenta a costruirsi uno scudo in kryptonite. Quando questa se ne va, Luthor recupera le batterie di Lanterna Gialla che Batman stava conservando come piano d'emergenza contro Lanterna Verde nel caso avesse dovuto affrontarlo e le consegna alla Suicide Squad. Rivela inoltre che Waller non ha alcuna intenzione di lasciarli liberi e che lascerà che Brainiac li uccida o li farà uccidere lei stessa. La Suicide Squad affronta allora Lanterna Verde e riesce a ucciderla, disabilitando temporaneamente lo scudo che proteggeva la nave volante di Brainiac.
Waller cerca di far bombardare Brainiac con armi nucleari, sacrificando la Suicide Squad, ma un Superman posseduto glielo impedisce. Wonder Woman e Superman si scontrano mentre la squadra cerca di scortare Waller al sicuro nel quartier generale della Justice League. Wonder Woman si vede costretta a trafiggere Superman con un frammento di kryptonite, ma questi sopravvive e la uccide, per poi andarsene. Luthor-2 teorizza allora che Brainiac abbia modificato il DNA di Superman per renderlo resistente alla kryptonite e suggerisce di catturare Batman perché possa progettare una contromisura. Il gruppo rinchiude Batman in uno dei suoi rifugi e riesce a catturarlo e a portarlo da Luthor, che sviluppa una kryptonite dorata per combattere Superman. Con Batman ormai inutile, Harley lo uccide per attirare Superman allo scoperto, permettendo così alla Suicide Squad di ucciderlo con le nuove armi.
Tuttavia, Brainiac li cattura, intendendo trasformarli in suoi servitori. Vengono fortunatamente salvati da Luthor-2, il quale rivela di aver scoperto dell'esistenza di ben tredici Brainiac di universi distinti che stanno collaborando per impossessarsi del multiverso. Waller e Luthor-2 trasportano la Suicide Squad da Brainiac, dove dopo un lungo scontro riescono a sconfiggerlo e sottometterlo, con Luthor-2 che estrae le informazioni dal suo cervello e lo uccide, arrestando l'invasione. La Suicide Squad si prepara allora ad affrontare i 12 Brainiac restanti sparsi per i vari universi.

## Modalità di gioco
Suicide Squad: Kill the Justice League è un videogioco di genere avventura dinamica open world ambientato a Metropolis. Il gioco presenta quattro personaggi giocabili: Harley Quinn, Deadshot, Capitan Boomerang e King Shark. Sebbene sia giocabile in solitaria, il gioco presenta anche una modalità multiplayer cooperativa per quattro giocatori. Quando si gioca da soli, i giocatori possono passare da un personaggio all'altro a piacimento mentre gli altri personaggi sono controllati dall'intelligenza artificiale.

## Sviluppo
Un gioco "violento" sulla Suicide Squad è stato confermato per la prima volta dall'allora capo creativo della DC Comics, Geoff Johns nel luglio 2010. 
Nel febbraio 2012, ha spiegato che il gioco era in fase di sviluppo, aggiungendo che "A causa del concetto, si ha un gioco in cui uno qualsiasi dei personaggi principali può plausibilmente morire e non è un'acrobazia. Da questo potrebbe venire fuori una storia davvero interessante". La formazione della task force è stata anticipata alla fine di Batman: Arkham Origins, sviluppato da Warner Bros. Games Montréal, che presentava una scena post-credit in cui Amanda Waller chiede a Deathstroke di unirsi al suo team. Dopo l'uscita di Batman: Arkham Knight, ci sono state voci che suggerivano che WB Games Montréal stesse lavorando a un gioco sulla Suicide Squad, ma nessun annuncio ufficiale fu fatto dal team di sviluppo o dai piani alti della WarnerMedia o della DC Comics. Nel dicembre 2016, Jason Schreier di Kotaku ha rivelato che il titolo era stato cancellato e lo sviluppatore ha spostato l'attenzione sul proprio secondo progetto, un videogioco di Batman con protagonista Damian Wayne, in seguito ricominciato da zero e trasformato in quello che si è rivelato essere Gotham Knights.
Si diceva inizialmente che Rocksteady Studios, il creatore del franchise di Batman: Arkham, stesse lavorando a un gioco a tema Superman, che in seguito fu però cancellato. Il primo trailer del gioco è stato presentato in anteprima al DC FanDome il 22 agosto 2020. In seguito i creatori e la Warner hanno confermato che il titolo è ambientato nell'Arkhamverse ed è il seguito ufficiale di Batman: Arkham Knight.

## Distribuzione
La pubblicazione del titolo, inizialmente pianificata al 26 maggio 2023, è stata posticipata a data indefinita a causa della pessima accoglienza dei fan dopo i primi video di presentazione del videogioco al PlayStation State of Play nel febbraio 2023. Il 13 aprile 2023 RockSteady ha fissato la data di uscita al 2 febbraio 2024.